# Saburō Eda
Saburō Eda (江田 三郎, Eda Saburō), né le 29 juillet 1907 à Fukuwatari (préfecture d'Okayama) et mort le 22 mai 1977 à Tokyo, est un homme politique japonais de l'après-guerre, membre du Parti socialiste japonais (PSJ). Il occupe à deux reprises un siège à la Chambre des conseillers et effectue quatre mandats à la Chambre des représentants. Au début des années 1960, il accède aux fonctions de secrétaire général puis de président intérimaire du PSJ. Connu pour son « Eda Vision », une conception modérée et pluraliste du socialisme, il suscite un temps l'adhésion des médias nippons avant que sa ligne politique ne soit contestée par l'aile gauche radicale de son parti. Il est le père de Satsuki Eda, également homme politique.

## Biographie
Eda Saburō nait dans le village de Fukuwatari, situé dans le district de Kume, préfecture d'Okayama. Son père, Matsujirō Eda, dirigeait une entreprise spécialisée dans la fabrication et le commerce en gros de nouilles udon et soba ; il occupe également une fonction politique mineure au sein de la section locale du Parti Minseitō. En 1931, alors qu’il suivait des études à l’Université de commerce de Tokyo (actuelle Université Hitotsubashi), Eda fut frappé par une pleurésie qui le contraignit à regagner son foyer pour y recevoir des soins. De retour à Okayama, il s’engagea activement dans le mouvement paysan local. Après avoir abandonné ses études, il rallia le Parti national des masses, une coalition de formations politiques représentant les classes ouvrières et agricoles. En 1937, il fut élu à la Chambre haute de l’Assemblée préfectorale d'Okayama, où il exerça un mandat. Toutefois, en 1938, à la suite de l’incident du Front populaire, il fut appréhendé avec près de 400 autres figures éminentes de la gauche et incarcéré pendant deux années.

### Politique d'après-guerre
De retour au Japon après la fin de la Seconde Guerre mondiale, Eda adhère au Parti socialiste japonais (JSP), fondé en 1946. Inscrit dans l'aile gauche de cette formation, il se range aux côtés des socialistes de gauche lors de la scission du parti en 1948. Élu à la Chambre des conseillers en 1950, il y effectue deux mandats successifs. Après la réunification des deux factions du JSP en 1955, il intègre, en 1957, le Comité exécutif central du parti et prend la tête de son Bureau agricole.
En 1958, Eda est désigné à la présidence du comité d’organisation du JSP. Il s’attache dès lors à moderniser les structures du parti et à améliorer la condition des militants de base, ce qui lui vaut l’adhésion d’une partie significative de ses membres. Inspiré par la notion de « réforme structurelle » (構造改革, kōzō kaikaku), alors en vogue au sein du Parti communiste italien sous l’égide de Palmiro Togliatti, Eda reprend cette formule pour promouvoir ses propres propositions réformatrices au sein du JSP. Son action s’inscrit dans une volonté de rationalisation et de renouvellement des mécanismes internes du parti.
En septembre 1959, Suehiro Nishio, figure du courant socialiste de droite, exprima une position jugée hétérodoxe au sein du JSP en affirmant que celui-ci devait être considéré comme un « parti populaire à large assise » plutôt que comme une formation exclusivement fondée sur la classe ouvrière urbaine. Saburō Eda, tout en laissant transparaître ses propres inclinaisons centristes, lui répondit que le JSP était effectivement « un parti de classe » dans la mesure où il œuvrait à la réforme de la société capitaliste et à l'édification d'une société socialiste, mais qu'il demeurait « un parti populaire » en ce qu'il défendait les intérêts de la majorité du peuple, et non ceux d'une classe ouvrière repliée sur elle-même. Toutefois, Eda rejeta avec fermeté les conceptions de Nishio, les qualifiant d’« abandon du socialisme au profit d’une politique d’assistance sociale sous régime capitaliste ». Il appuya par conséquent les démarches visant à l’exclusion de Nishio du parti.
Après que Nishio eut compris l’inscription murale et quitté le Parti socialiste japonais en janvier 1960 pour fonder le Parti démocrate socialiste, Eda devint le second personnage le plus influent du JSP, occupant la fonction de secrétaire général sous la présidence d’Inejirō Asanuma. Le 12 octobre 1960, Asanuma fut assassiné en pleine assemblée électorale, lors d’un débat retransmis par la télévision, à quelques semaines d’un scrutin national. Dans l’urgence, Eda fut désigné « président par intérim » du parti, assumant dès lors la direction du JSP et devenant, le cas échéant, le candidat au poste de Premier ministre en cas de victoire électorale.

## Chef du Parti socialiste japonais

### Plateforme de «Réforme structurelle» et victoire électorale
À la suite de son accession inopinée à la tête du JSP, Eda ne choisit pas une attitude mesurée, mais entreprit au contraire d’imprimer sa conception du socialisme dans la ligne politique du parti. Lors du XIXe congrès du JSP, ouvert un jour après l’assassinat d’Asanuma, il sut tirer parti du climat funèbre, de la proximité des élections législatives et de la volonté d’union qui prévalait alors pour faire adopter, sans débat approfondi ni opposition marquée, sa plateforme de « réforme structurelle » comme nouvelle doctrine officielle du parti. Cette orientation politique s’inspirait des vastes mobilisations de l’Anpo contre le traité de sécurité nippo-américain, lesquelles avaient atteint une ampleur inédite et contraint le Premier ministre conservateur Nobusuke Kishi à la démission. Eda et ses partisans y voyaient une victoire indéniable, ayant permis au JSP de s’affirmer comme force motrice d’un mouvement de masse. La « réforme structurelle » préconisait une stratégie duale, combinant l’action parlementaire et des mobilisations populaires extra-institutionnelles, sur le modèle des protestations de l’Anpo. Selon ses promoteurs, cette approche devait conduire progressivement le Japon vers le socialisme par l’obtention de concessions fragmentaires du gouvernement. Par ailleurs, Eda et les tenants de cette ligne cherchaient à élargir l’assise électorale du JSP au-delà de ses soutiens traditionnels — syndicalistes, étudiants radicaux et intellectuels marxistes — afin de rallier un électorat plus diversifié et d’accroître significativement le poids du parti lors des scrutins.
Lors des élections générales, Eda succéda à Asanuma à la tête du JSP. Lors du second débat télévisé, il fit sa première apparition en tant que nouveau dirigeant du parti. Son attitude affable et son ton mesuré furent remarqués par l’assistance. Le résultat électoral du JSP fut jugé favorable, celui-ci parvenant à accroître sa représentation à la Diète nationale. Cette progression renforça la position d’Eda au sein de la formation politique, consolidant son autorité.

### «Vision Eda» du socialisme
Afin d’élargir l’assise du Parti socialiste japonais (PSJ), Saburō Eda entreprit de moderniser son discours en abandonnant une partie du jargon marxiste traditionnel au profit d’une formulation plus accessible. Son objectif était d’offrir une vision renouvelée du socialisme, susceptible de séduire un électorat plus large. Cette refonte idéologique, connue sous le nom de « Nouvelle Vision du Socialisme » (新たな社会主義像) – ou plus couramment « Vision Eda » (江田ビジョン) dans la presse nippone –, fut exposée pour la première fois le 27 juillet 1962, lors d’un discours prononcé à Nikko devant la Conférence nationale des organisateurs régionaux du PSJ :
Le socialisme doit être défini en termes ensoleillés et joyeux, facilement compréhensibles pour les masses. Je crois que le « socialisme » est celui qui permet au potentiel humain de s’épanouir pleinement. Les quatre principales réalisations de l’humanité jusqu’à présent sont le niveau de vie élevé des États-Unis, le système de protection sociale complet de l’Union soviétique, la démocratie parlementaire de l’Angleterre et la constitution pacifique du Japon. Je crois que si nous pouvons intégrer ces éléments, nous pouvons donner naissance à un socialisme à large assise. 
La « Vision Eda », prônant une forme atténuée de socialisme, suscita un accueil des plus favorables dans la presse générale japonaise, traditionnellement circonspecte à l’égard des orientations socialistes plus radicales. Les sondages d’opinion à large échelle confirmèrent cette adhésion. Durant plusieurs mois au cours de l’année 1962, Saburō Eda apparut ainsi au faîte de son influence. Toutefois, cette « Vision » devint l’élément déclencheur de l’opposition des factions les plus orthodoxes du Parti socialiste japonais (JSP), déjà hostiles à la modération affichée dans sa plateforme de « réforme structurelle ». Ces courants marxistes-léninistes réprouvaient particulièrement les références laudatives aux États-Unis et à la Grande-Bretagne, qualifiés d’« impérialistes », ainsi qu’à l’Union soviétique, perçue comme « déviationniste » et « stalinienne ». Lors du 22ᵉ congrès du parti en novembre 1962, l’aile gauche, prenant l’ascendant, obtint l’adoption d’une « Résolution critiquant la Vision Eda », rejetant celle-ci au motif qu’elle contrevenait aux principes fondamentaux du JSP. Contraint de quitter ses fonctions de secrétaire général, Eda vit son influence décliner, tandis que le parti revenait progressivement à une ligne doctrinale plus rigide, centrée exclusivement sur la classe ouvrière urbaine comme assise politique principale.

## Dernières années et mort
Au cours des années suivantes, Eda brigua à plusieurs reprises la présidence du Parti socialiste japonais, sans toutefois parvenir à ses fins. Il occupa néanmoins un second mandat au poste de secrétaire général entre 1968 et 1970. Malgré ces échecs, il conserva une certaine popularité auprès de l’opinion publique japonaise. Dans les années 1970, le Premier ministre conservateur Kakuei Tanaka déclara, lors d’une conférence de presse : « Si le Parti socialiste japonais venait à porter de nouveau Eda à sa tête, une élection générale s’avérerait redoutable. [Le parti] accroîtrait sensiblement son nombre de sièges à la Diète.» Cependant, Eda ne parvint jamais à surmonter l’hostilité persistante que lui valut sa « Vision Eda » au sein de l’aile gauche radicale de son parti. Son positionnement modéré, bien que séduisant pour l’électorat, demeura en décalage avec la ligne doctrinale des éléments les plus orthodoxes du mouvement socialiste.
En 1976, Saburō Eda est battu aux élections et perd son siège à la Diète. Il attribue cet échec au marxisme rigide et dogmatique de son parti, le Parti socialiste japonais (JSP), ainsi qu’à ses velléités réformatrices jugées excessives. Après avoir tenté en vain de démissionner du JSP, il en est exclu par un vote de ses membres. Fondant alors un nouveau mouvement politique, la Fédération des citoyens socialistes (ultérieurement rebaptisée Fédération démocratique socialiste), Eda se présente à nouveau aux élections législatives. Toutefois, il meurt brutalement d’un cancer du poumon le 22 mai 1977, avant d’avoir pu briguer un mandat. Son fils, Satsuki Eda, est candidat à sa place et remporte le scrutin.